# Hautefage
Hautefage is een gemeente in het Franse departement Corrèze (regio Nouvelle-Aquitaine) en telt 300 inwoners (2004). De plaats maakt deel uit van het arrondissement Tulle.

## Geografie
De oppervlakte van Hautefage bedraagt 23,8 km², de bevolkingsdichtheid is 12,6 inwoners per km².
De onderstaande kaart toont de ligging van Hautefage met de belangrijkste infrastructuur en aangrenzende gemeenten.

## Demografie
Onderstaande figuur toont het verloop van het inwonertal (bron: INSEE-tellingen).